# Sphaerium solidum
Sphaerium solidum е вид мида от семейство Sphaeriidae. Видът е почти застрашен от изчезване.

## Разпространение и местообитание
Разпространен е в Белгия, Великобритания, Германия, Естония, Испания, Латвия, Литва, Нидерландия, Полша, Русия (Европейска част на Русия, Западен Сибир и Калининград), Словакия, Украйна, Унгария и Франция.
Регионално е изчезнал в Чехия.
Обитава пясъчните дъна на сладководни басейни и реки.

## Описание
Популацията на вида е намаляваща.